# Tkay Maidza
Takudzwa Victoria Rosa "Tkay" Maidza (/tiːˈkeɪ ˈmaɪdzə/), née le 17 décembre 1995, est une auteure-compositrice-interprète et une rappeuse, en activité depuis 2013. C'est une Zimbabwéenne qui a grandi en Australie et y a commencé sa carrière musicale, puis qui s'est installée aux États-Unis.

## Biographie
Maidza est née en 1995 à Harare, au Zimbabwe. Ses parents sont métallurgistes. En 2001, sa famille déménage en Australie alors qu'elle a cinq ans. Ils vivent à Perth, à Kalgoorlie en Australie-Occidentale et à Whyalla en Australie-Méridionale avant de déménager à Adélaïde en 2010. Elle devient diplômée du St Michael's College à l'âge de 16 ans et étudie l'architecture à l'Université d'Australie du Sud avant de devenir musicienne à plein temps et de participer au programme de développement artistique Northern Sound System d'Adélaïde. Mais elle se passionne pour la musique.
En janvier 2013, Maidza télécharge Handle My Ego featuring Badcop sur Triple J Unearthed (une station de radio numérique australienne mais aussi une plateforme de découverte musicale en ligne). En décembre 2013, Maidza sort son premier single, Brontosaurus, avec le producteur BadCop. La chanson se classe au 89e rang des ARIA Charts et est suivie par U-Huh en juillet 2014, qui est certifié disque de platine en 2022. Elle est remarquée par son éclectisme, son charisme et son énergie.
En octobre 2014, Maidza sort son premier EP et sa première mixtape, Switch Tape, comprenant des collaborations avec Bok Bok du label Night Slugs et le producteur SBTRKT. Elle joue dans la plupart des grands festivals australiens en 2015, notamment Groovin the Moo, Falls Festival, Meredith Festival et un caméo à Stereosonic avec WhatSoNot. Elle joue aussi à Splendour in the Grass et au CMJ Music Marathon en 2014, ainsi qu'au St Jerome's Laneway Festival en 2015. Elle se produit au concert Beat the Drum de Triple J en 2015 pour célébrer le 40e anniversaire de cette station de radio australienne, à la fois en tant qu'artiste solo et avec de nombreux autres rappeurs australiens invités sur une version longue de Cosby Sweater de Hilltop Hoods.
En avril 2016, encore peu connue en France malgré un papier sur elle dans Libération quatre mois auparavant, elle se produit au Printemps de Bourges et y est remarquée cette fois par les journalistes des Inrocks, Abigaïl Aïnouz et Gil Colinmaire. En mai 2016, Martin Solveig sort un single avec elle, Do It Right. Le 30 août 2016, Maidza sort le single Carry On, avec la participation du rappeur américain Killer Mike. Ce titre est le premier extrait de son premier album, intitulé Tkay, qui est diffusé le 28 octobre 2016. Tkay se classe à la 20e place des charts ARIA.
En août 2018, Maidza publie le premier d'une trilogie d'EPs intitulé Last Year Was Weird.
En mai 2020, Maidza annonce qu'elle signe avec le label indépendant anglais 4AD et sort le single Shook, salué par exemple par le journal Rolling Stone. En août 2020, Last Year Was Weird (Vol. 2) est publié. Lors des ARIA Music Awards de 2020, l'EP est nommé dans la catégorie Meilleur album Soul/R&B.
En février 2021, Tkay Maidza sort un nouveau titre Kim avec l'artiste américain Yung Baby Tate. En mai 2021, Maidza annonce que le troisième et dernier EP de sa série Last Year Was Weird sortirait en juillet. Lors des ARIA Music Awards de 2021, Last Year Was Weird (Vol. 3) remporte le prix du meilleur album Soul/R&B.
En mars 2023, sa reprise de Where Is My Mind? des Pixies est utilisée dans une publicité pour les AirPods d'Apple,.
En juillet 2023, Maidza sort  Silent Assassin avec Flume. Ce titre est suivi de Ring-a-Ling et de l'annonce de son deuxième album studio, Sweet Justice, qui est ensuite publié le 3 novembre 2023,,,. Désormais installée à Los Angeles, elle réagit, notamment dans le morceau WUACV (pour « woke up and choose violence »), au comportement de l'industrie musicale australienne qui ne lui a pas toujours voulu que du bien,,. « Cet album a été un moyen de canaliser les émotions ressenties au cours des deux dernières années. Sa réalisation a été une expérience thérapeutique », déclare-t-elle au sujet de cet opus.